# كيم وون إل
كيم وون إل (18 أكتوبر 1986 بكوريا الجنوبية - ) هو لاعب كرة قدم كوري جنوبي في مركز الدفاع. لعب مع بوهانغ ستيلرز.

## وصلات خارجية
- كيم وون إل على موقع دوري كوريا الجنوبية (الإنجليزية)
- كيم وون إل على موقع قاعدة بيانات كرة القدم.إي يو (الإنجليزية)
- كيم وون إل على موقع Soccerway.com (الإنجليزية)